# Dooring

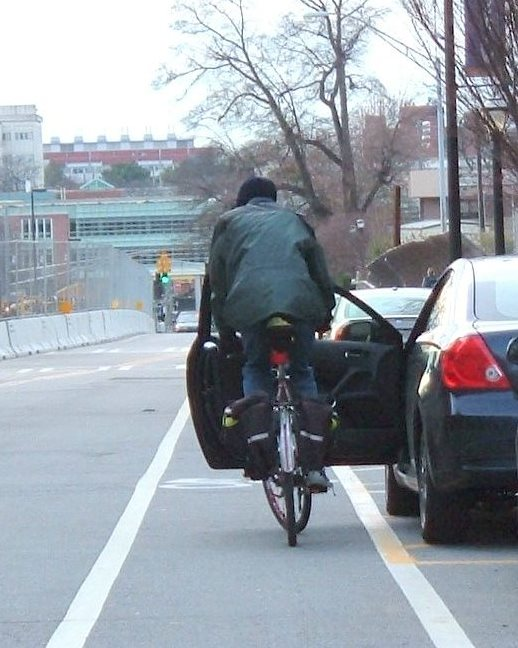
Nečekané otevření dveří automobilu do vozovky může způsobit dooring, tedy nehodu s cyklistou

Dooring je druh silniční dopravní nehody, kdy je člověk jedoucí na kole sražen otevírajícími se dveřmi automobilu, které byly otevřeny rychle a nečekaně pasažérem, který pečlivě nezkontroloval blížící se provoz.
Nehodě se dá pasivně předcházet lepším navrhováním ulic či cyklistické infrastruktury, aktivně například „holandským chvatem“, kdy řidič otevírá dveře rukou vzdálenější od dveří a je přirozeně tak otočí své tělo na provoz za autem. Některé automobilky tento problém řeší automatickými systémy, které mají detekovat cyklisty. Cyklistům bývá doporučováno, aby při jízdě podél zaparkovaných aut zvolnili a připravili se na možnost rychlého zastavení, popřípadě drželi bezpečnou vzdálenost od „dveřní zóny“.

## Známe nehody
V dubnu 2016 zemřel po nárazu do dveří architekt Petr Hurník.
V prosinci 2024 byl při dooringu vážně zraněn belgický profesionální cyklista Remco Evenepoel, který si po nárazu do otevřených dveří poštovní dodávky zlomil žebro, ruku a lopatku.